# ダイオフ
ダイオフ（Die-Off）とは、体内のカンジダ菌の駆除を行った際、カンジダ菌が死滅する際に菌体外に放出されるとされる重金属やアンモニアなどの有害物質によって一時的に引き起こされる場合があるとされる不快な症状とされる。この症状は通常7 - 10日程度でなくなるいわゆる好転反応とされる。

## 主なダイオフ反応とされるもの
- 頭痛
- 吐き気
- 寒気
- 悪心
- アレルギー・かゆみ
- 関節・筋肉痛
- 倦怠感、他